# Анкышпаев, Койлибай
Койлибай Анкышпаев, другой вариант имени и фамилии — Койлыбай Ангышбаев (каз. Қойлыбай Аңғышбаев; 1905 год, аул Кзыл-Ту, Семипалатинская область, Российская империя — 1991 год, село Курчум, Восточно-Казахстанская область, Казахстан) — старший конюх колхоза «Кзыл-Ту» Курчумского района Восточно-Казахстанской области, Казахская ССР. Герой Социалистического Труда (1948).

## Биография
Родился в 1905 году в крестьянской семье в Семипалатинской области (сегодня — Курчумский район Восточно-Казахстанской области). С двенадцатилетнего возраста занимался батрачеством. С 1923 года трудился на кирпичном заводе в селе Куйган. В 1930 году вступил в колхоз «Кзыл-Ту» Курчумского района, в котором работал конюхом. Участвовал в Великой Отечественной войне в составе 204-й стрелковой дивизии. После демобилизации возвратился в родной колхоз, где был назначен старшим конюхом.
В 1947 году бригада Койлибая Анкышпаева вырастила 20 жеребят от 20 кобыл. За получение высокой продуктивности животноводства в 1947 году при получении колхозом обязательных поставок сельскохозяйственных продуктов и плана развития животноводства удостоен звания Героя Социалистического Труда указом Президиума Верховного Совета СССР от 23 июля 1948 года c вручением ордена Ленина и золотой медали «Серп и Молот».
Избирался депутатом Курчумского сельского совета депутатов.
С 1949 года трудился старшим чабаном в колхозе имени Ворошилова и с 1957 года — старшим чабаном совхоза «Марахалинский» Курчумского района.
Скончался в 1991 году.
Награды
- Герой Социалистического Труда
- Орден Знак Почёта
- Орден Отечественной войны 2 степени
- Медаль «За трудовую доблесть»

Память
Его именем названа одна из улиц села Курчум.